# Флер, Луи Шарль де
Луи Шарль де Ля Мотт Анго́, вико́нт де Флер (фр. Louis-Charles de La Motte-Ango, vicomte de Flers; 1754, Париж — 1794, там же) — французский дивизионный генерал, герой войны, казнённый на гильотине.
Принимал участие в бельгийской кампании  генерала Дюмурье. В 1793 году занял место главнокомандующего армией в Восточных Пиренеях и, после нескольких неудач, в битве при Перпиньяне победоносно оттеснил атаковавших его испанцев. Несмотря на это, за второстепенные неудачи генерал Флер был смещён комиссарами Конвента и посажен в Люксембургскую тюрьму в Париже, откуда предстал перед революционным трибуналом и был осужден на смерть.

## Начало карьеры
Луи де Флер родился в аристократической семье в Париже 12 июня 1754 года. Его родителями были Анж Иасент Анго де ла Мотт-Анго, граф де Флер (1719–1788) и его жена Мария Мадлен Шарлотта (1722–1788). По традиции дворянства XVIII века, де Флер был ребёнком записан в кавалерийский полк, но действительную службу начал позже. Он поддержал Французскую революцию, и получил чин лагерного маршала (бригадира) в 1791 году. В должности командира дивизии, сражался под началом генерала Дюмурье во время его вторжения в Австрийские Нидерланды (Бельгию) в 1792 году.
6 ноября 1792 года Флер командовал резервом левого крыла в битве при Жемаппе. После поражения французов в битве при Неервиндене 18 марта 1793 года, де Флер с отрядом был осаждён противником в Бреде. После непродолжительной осады он сдал город, добившись разрешения для гарнизона покинуть Бреду с воинскими почестями и отступить к другим французским войскам, избежав пленения.

## Война в Пиренеях
14 мая 1793 года дивизионный генерал Флер отправился на другой театр военных действий и принял командование армией Восточных Пиренеев. На Пиренеях французской армии противостояли испанские войска. Война началась неудачно для французов. Испанская армия Каталонии под командованием генерала Антонио Рикардоса вторглась во Францию 17 апреля, почти за месяц до назначения Флера, и разбила гарнизон Сен-Лоран-де-Сердан из 400 человек. Три дня спустя испанские войска напали на 1800 французских защитников Сере. Французы потерпели поражение, потеряв от 100 до 200 человек убитыми, ранеными и пропавшими без вести. Кроме того, 200 солдат утонули в реке Теш, при неудачной попытке отступления. Рикардос сообщил, что его потери составили только 17 человек ранеными.
19 мая Рикардос с 7 тысячами солдат двинулся на лагерь генерала де Флера, Мас-Дё, группу средневековых построек, построенных тамплиерами. В сражении при Мас-Дё французы потеряли 150 убитыми, 280 ранеными, три 6-фунтовые пушки и шесть фургонов с боеприпасами. Испанцы потеряли 34 человека убитыми и неизвестное количество ранеными. Де Флер отступил к крепости Перпиньян, где взбунтовался батальон Национальной гвардии, и его пришлось распустить. Вместо того, чтобы преследовать своего побежденного врага, Рикардос отступил, чтобы осадить форт Бельгард, и французы получили передышку.
Мощный форт Бельгард охранял перевал Ле-Пертюс на главной дороге между Барселоной и Перпиньяном. Де Флер безуспешно пытался поддержать гарнизон, в том числе, попытался отправить 3350 человек сопровождать конвой с припасами и провести его через войска осаждающих 29 мая. Пока  армия Рикардоса была занята осадой Бельгарда, де Флер оттеснил другую группу испанских войск от порта Коллиур. Несмотря на такой значительный успех, французский форт Бельгард капитулировал перед испанцами 24 июня.
После падения Бельгарда, де Флер начал раздавать оружие местным крестьянам. 3 июля Рикардос отправил ему официальное письмо, в котором протестовал против такой меры, отказывался признавать вооружённых крестьян комбатантами и угрожал повешением любому гражданскому лицу, пойманному с оружием. Де Флер ответил, что все французы — солдаты, и для них естественно сражаться за свою землю, надев свою трёхцветную кокарду. Он также пообещал отомстить испанцам в случае, если те применят репрессии против мирных жителей.
Одновременно с этим, генерал Флер уделял большое внимание тренировке войск, чтобы они могли противостоять испанцам с наибольшим успехом. Он также приказал своим людям строить полевые укрепления вокруг Перпиньяна, и привлек опытных береговых артиллеристов из Коллиура для обслуживания орудий на перпиньянских редутах. Когда испанцы снова атаковали Перпиньян, усилия Флера оказались не напрасны.
17 июля Флер с 12 000 солдат отразил атаку Рикардоса и 15 000 испанцев в битве при Перпиньяне. Когда Рикардос разделил войска на пять колонн и послал их в атаку, чтобы окружить Перпиньян, де Флер сосредоточил свои основные силы против третьей  колонны противника и разгромил ее. Пятая колонна повернулась, чтобы помочь третьей колонне, но французы разбили также и её, что принесло им победу. Крупная победа при Перпиньяне в долгосрочной перспективе изменила весь ход франко-испанской войны.
4 августа 1793 года испанские войска захватили Вильфранш-де-Конфлан в Сердани. Хотя это поражение было относительно незначительным, якобинцы-представители Конвента, находившиеся при армии, обвинили генерала Флера в измене. Он был арестован и отправлен в Париж, где революционный трибунал приговорил его к смерти за «союз с врагами государства»; обвинение, которые современные историки склонны рассматривать, как «попросту смехотворное». Генерал Флер был казнён на гильотине 22 июля 1794 года, за пять дней до падения террористического правительства Робеспьера. Гибель тирана сохранила жизнь многим офицерам и генералам, которые были выпущены из тюрем, однако триумфатора битвы при Перпиньяне она спасти не смогла.
Сменивший Флера на Пиренеях генерал Дагобер продолжил начинания своего предшественника, и со временем одержал над испанцами полную победу. Дагобер стал национальным героем Франции, но и генерал Флер также не был забыт: его имя было высечено на Триумфальной арке в Париже в числе имён наиболее прославленных республиканских и наполеоновских генералов.

## Личная жизнь
Генерал Флер был женат на Максимилиане Альбертине Гийемине де Латр-Невиль. У них было двое детей: дочь Гийемина Алина Анж (род. 1787), в браке де Сафре, и сын, Шарль Амадей Гийен (1789—1857), который был женат дважды, и вдова которого, урождённая графиня д'Ультремон (род. 1818) дожила до 1900 года.